# كريستيان غوتليب كراتزنشتاين
كريستيان غوتليب كراتزنشتاين (30 يناير 1723، فيرنيغيرود - 6 يوليو 1795، كوبنهاغن) هو طبيب وفيزيائي ومهندس ألماني. من عام 1753 إلى نهاية حياته، عمل أستاذًا في جامعة كوبنهاغن حيث شغل منصب رئيس الجامعة أربع مرات. وهو معروف بأبحاثه حول استخدام الكهرباء في الطب والمحاولات الأولى لتوليف التصنيع الكلامي. بصفته مدرسًا، كتب أول كتاب مدرسي عن الفيزياء التجريبية في المملكة المتحدة للدنمارك والنرويج.

## سيرته الذاتية
جرى تعميد كراتزنشتاين في 2 فبراير 1723 في فيرنيغيرود، ساكسن أنهالت، في ألمانيا ونشأ هناك في عائلة أكاديمية مع ثلاثة أشقاء. خلال الأعوام 1733- 1742، التحق بالمدرسة اللاتينية في المدينة نفسها. خلال هذه الفترة، طور اهتمامًا في القراءة والتعلم. كان مهتمًا بأحدث الاكتشافات في العلوم الطبيعية والميكانيكا.
في عام 1742، بدأ كراتزنشتاين دراسة الفيزياء والطب في جامعة هاله التي كان لها في ذلك الوقت مكانة رائدة في تلك المنطقة. تحول اهتمامه إلى أبحاث الكهرباء ولا سيما آثارها على الكائنات الحية. بعد أربع سنوات، حصل على درجة الدكتوراه في الفيزياء والطب عام 1746. كان عمره آنذاك 23 عامًا فقط. بعد عامين من عمله لحسابه الخاص، انتُخب في عام 1748 لعضوية الأكاديمية الألمانية للعلوم ليوبولدينا في نفس المدينة.
في ذلك الوقت، حصل كراتزنشتاين على اعتراف دولي واستُدعي في عام 1748 إلى أكاديمية العلوم في سانت بطرسبرغ. من المحتمل أن ليونارد أويلر، الذي عمل هناك في وقت سابق قبل أن يتولى منصبًا جديدًا في الأكاديمية البروسية للعلوم في برلين، استخدم نفوذه في هذا الصدد، إذ كان على تواصل مع كراتزنشتاين على مدى عدة سنوات.
في منصبه الجديد، عمل كراتزنشتاين على تحسين أدوات الملاحة في البحار المفتوحة وغيرها من المشاريع. أجرى تجاربه في عام 1753 في رحلة استكشافية على متن سفينة من أرخانجيلسك أبحرت من النرويج عبر كاتيغات وبحر البلطيق إلى سانت بطرسبرغ. خلال الرحلة، توقف في كوبنهاغن وتلقى بعد ذلك بوقت قصير عرضًا من الجامعة هناك. في خريف عام 1753 جرى تعيينه أستاذًا للفيزياء التجريبية والطب. في الوقت ذاته، انتُخب لعضوية الأكاديمية الملكية الدنماركية للعلوم والآداب. بقي في تلك المدينة حتى وفاته.